# Canon esthétique
 (avril 2021).
Si vous disposez d'ouvrages ou d'articles de référence ou si vous connaissez des sites web de qualité traitant du thème abordé ici, merci de compléter l'article en donnant les références utiles à sa vérifiabilité et en les liant à la section « Notes et références ».

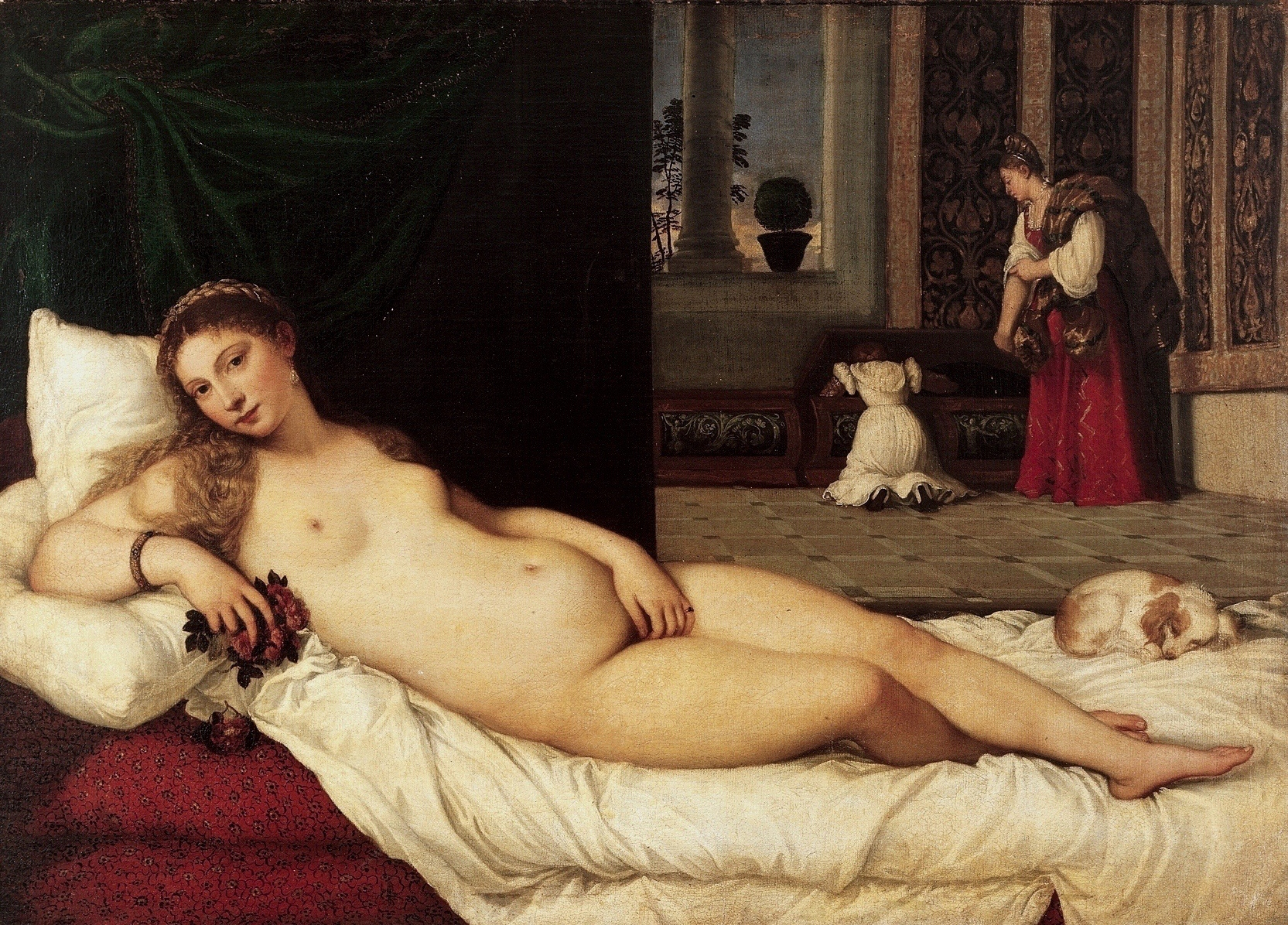
Tableau de la Vénus d'Urbin. Titien, 1538. Huile sur toile, 119 x 165 cm. Musée des Offices.

Un canon dans le domaine des arts visuels, ou canon esthétique, est une règle de proportions des dimensions des membres permettant d'obtenir une beauté idéale en sculpture et en peinture. Par extension, on désigne par canon de beauté les caractères considérés comme constituant la beauté à une époque et dans un lieu donné.

## Existence et évolution des canons de beauté
La beauté s'oppose à la laideur. Selon les cultures et les époques, on définit plus l'un ou l'autre. Dans les époques et les régions qui ont produit des critères positifs stricts de beauté corporelle humaine, mais aussi, souvent, animale, en particulier chevaline et de nos jours, canine et féline, la beauté est une, et la laideur est diverse. Si, au contraire, en ne désignant que la laideur et la difformité, on ne donne pour la beauté que des critères négatifs, ses formes peuvent être beaucoup plus variées[réf. nécessaire].
On appelle canon (la règle), ou nombre d'or, d'après un livre perdu du sculpteur grec ancien Polyclète, l'ensemble des critères de proportions des membres qui définissent la beauté en Europe à certaines époques. Il déterminera les Beaux-arts, à partir du XVIIIe siècle, dans les réglementations artistiques[réf. nécessaire].
Le critère s'applique en premier lieu à la représentation des corps, qu'on peut beaucoup plus facilement rapprocher d'un idéal abstrait, par la peinture, la sculpture et, à l'époque moderne, par la retouche photographique. Il s'applique par généralisation aux êtres vivants que l'on peut sélectionner et modifier par le maquillage et la chirurgie esthétique. Il n'est jamais unique.

Le canon de beauté se différencie en un canon masculin et un canon féminin.
Quelquefois, on trouve des critères variant selon les catégories sociales, en plus du genre. Il y a des types. En France au XIXe siècle on dira beau type aristocratique ou populaire, ou d'Italien. On peut rencontrer un beau vieillard, alors que, dans la même culture, la beauté idéale est éternellement jeune. Il faut supposer, dans ce cas, que le canon de beauté est moins tyrannique ou que la société est plus rigoureusement divisée[réf. nécessaire].
Qu'il existe une norme de beauté n'implique pas qu'elle soit identique en tous temps et tous lieux, ni qu'elle se base toujours sur les proportions. Le canon varie. Ce qui était considéré comme beau il y a un siècle ne l'est plus forcément aujourd'hui. Les canons de beauté suivent l'évolution de la mode et sont dépendants de l'évolution des techniques à travers les époques (par exemple des techniques de maquillage ou de coiffure dans la Renaissance)[réf. nécessaire].
L'existence d'une classification commune de la beauté suppose au moins deux conditions sociales, qui ne sont pas toujours remplies. Il faut qu'un minimum de sécurité permette à la beauté de se dégager comme critère indépendant : faute de quoi, les chances prévisibles de survie, et la capacité à inspirer confiance, constituent les attraits principaux d'une personne. Il faut que la société soit relativement homogène : l'apparence physique des personnes touchées par un tabou, comme celle de celles envers qui l'on a une obligation statutaire (comme, en général, les parents) est indifférente. Quand presque toute la société est faite des uns ou des autres, un canon de beauté ne peut ni s'établir, ni prospérer[réf. nécessaire].

## Les canons de la beauté et leur époque

### Époque paléolithique en Europe
La Vénus de Willendorf a été découverte en 1908 par Josef Szombathy en collaboration avec Joseph Bayer sur le site d'une ancienne briqueterie à Willendorf (commune d'Aggsbach), dans la région de la Wachau, un petit village situé à 24 kilomètres de Krems an der Donau, sur le Danube (Basse-Autriche). La stratigraphie reconnue lors des fouilles effectuées sur le site a permis d'attribuer la statuette au Gravettien et de lui attribuer un âge relatif d'environ 25 000 ans avant le présent.
La statuette est en calcaire oolithique et mesure onze centimètres de hauteur. Elle représente une femme nue debout, présentant une forte obésité, les bras posés sur sa poitrine. La tête, finement gravée, est penchée en avant et semble être entièrement recouverte par des tresses enroulées. La loi de frontalité, c'est-à-dire de symétrie, est respectée[réf. nécessaire].
Des restes de pigments laissent supposer qu'originellement la statuette était peinte en rouge. La perfection de son modelé lui a apporté une renommée mondiale.
La Vénus de Willendorf fait partie des Vénus paléolithiques, le plus souvent corpulentes et stéatopyges. Ces traits, que l'on retrouve notamment chez la Vénus de Lespugue (Haute-Garonne), réalisée en ivoire, sont souvent interprétés comme des symboles de fécondité[réf. nécessaire].
Une autre figurine, également en ivoire mais dont seule la tête est parvenue jusqu'à nos jours, semble faire exception par sa finesse : il s'agit de la Dame de Brassempouy, découverte dans les Landes[réf. nécessaire].
En 1988, une autre Vénus, datant de 30 000 ans avant le présent, a été trouvée à Galgenberg, juste au-dessus de Krems[réf. nécessaire].

### En Égypte ancienne
D'après Diodore de Sicile, les Égyptiens anciens sculptaient leurs statues d'après des règles fixant dans les moindres détails leurs proportions. On n'a pas trouvé d'inscription qui établisse clairement ces proportions. Cependant le « canon classique » est bien visible, tel que nous pouvons en constater l'existence dès l'Ancien Empire (2700-2200), mais qui se modifie en partie dès la XXVIe dynastie (664–323). Ce canon s'est répété, pour autant que les valeurs et les principes de l'art respectaient des usages et des traditions. La Première Période intermédiaire (2200-2033) voit ces valeurs s'effondrer à la suite de l'effondrement des institutions.

### En Grèce ancienne classique
À l'époque de Socrate, lit-on dans Platon, la beauté, le bon et le bien sont inextricablement mêlés. Le bien ne peut s'atteindre que par la mesure, qui veut dire la modération, l'absence d'excès, mais aussi la proportion. La démesure suscite la colère des dieux. La beauté signe sa relation au bien par la juste proportion entre les membres. Elle introduit à la notion de bien. Pour Platon, l'homme ne peut saisir l'essence du bien ; mais la beauté lui en donne l'intuition.
Si l'impression de beauté est subjective, les proportions sont objectives et peuvent se transmettre. Pour les pythagoriciens, elles ont une valeur en elles-mêmes. Le sculpteur Polyclète écrivit un traité, aujourd'hui perdu, le Canon, pour indiquer les mesures relatives des parties du corps humain. Ce canon ne semble pas s'être imposé à tous si l'on en croit les mesures relevées sur diverses statues[réf. nécessaire].
Les Grecs anciens de l'époque classique valorisent la beauté masculine, juvénile et athlétique, dont les représentations sculptées ont survécu dans les Apollon et les statues d'athlètes vainqueurs des Jeux olympiques. Un autre type, plus mûr, est représenté dans les effigies de Zeus ou de Poséidon[réf. nécessaire].
La beauté féminine juvénile est représentée nue dans le thème de Aphrodite sortant du bain. Elle est généralement couverte dans les représentations d'Athéna, de Cérès et d'autres déesses comme Iris, la messagère des dieux. Le vêtement, ample mais serré aux hanches et laissant les bras nus, montre la juste proportion du corps de la divinité[réf. nécessaire].
Pour les Grecs de l'âge classique, la beauté idéale appartient exclusivement aux dieux. De nombreuses histoires, comme celles d'Adonis, de Niobé, de Psyché, de Narcisse, mettent en garde les mortels contre la démesure qui germe dans l'excès de perfection. L'Hélène d'Euripide dit « La beauté qui fait le bonheur des autres femmes, a causé ma ruine. »[réf. nécessaire].

### À l'époque hellénistique et dans l'ancienne Rome
Deux cents ans après l'époque classique, la culture grecque s'est diffusée dans l'ensemble du bassin méditerranéen, et ses critères de beauté ont changé. Les proportions s'appliquent avec moins de rigueur, variant d'une exécution à une autre. La sculpture vise l'expression dramatique plus que la beauté statique. On sculpte des Hercule démesurément musclés, des Marsyas, des Laocoon ou des Niobides à l'expression douloureuse et distordue, des combattants aux membres allongés dans l'effort pour représenter le mouvement[réf. nécessaire].
Les sculpteurs grecs dominent la statuaire romaine, et les proportions continuent sans doute à diriger la représentation des personnages statiques. En revanche, en ce qui concerne les empereurs et leurs favoris comme Antinoüs, le critère de ressemblance réaliste s'impose souvent sur celui de la beauté idéale qui, par conséquent, est moins fréquemment visée. La période impériale semble considérer plusieurs beautés possibles[réf. nécessaire].
L'architecte Vitruve applique les règles de proportion, dérivées des mesures du corps humain, à celles des bâtiments[réf. nécessaire].
Le médecin Galien voit une relation étroite entre beauté et santé ; pour lui, la beauté intérieure doit accompagner la beauté du corps. Il réprouve l'artifice du maquillage par l'exemple de Phryné qui n'en usait pas, bien qu'elle eût le teint jaune. La beauté consiste en effet, outre la symétrie des membres et des traits, dans le naturel d'un « bon » teint montrant la santé, sans les marques d'une exposition exagérée au soleil ni celles d'une réclusion.

### La Rome chrétienne et le Moyen Âge
Pour les Pères de l'Église chrétienne, la beauté est vanité et tentation. Les chrétiens doivent faire preuve de modestie et d'humilité, et la beauté doit être cachée. Le maquillage est proscrit[réf. nécessaire].
Après la chute de l'Empire romain d'Occident, pendant cinq siècles, si les gens se préoccupent de la beauté, on n'en garde pas de trace. Au Moyen Âge tardif, la doctrine chrétienne reste puissamment opposée à l'exhibition de la beauté. « Regarder la beauté est une tentation », écrit encore Thomas a Kempis au milieu du XVe siècle.
Au XIIe siècle, la romance d'Abélard et Héloïse est essentiellement intellectuelle, à ce qu'en disent les textes. Les sculptures des cathédrales gothiques qu'on érige en Europe du Nord drapent entièrement les corps, et les personnages sont identifiés par des attributs significatifs, plutôt que par des caractères corporels. Il en va de même pour les personnages, tant féminins que masculins, des premiers romans. La beauté de ceux de Chrétien de Troyes est blanche et blonde dans le texte et dans les illustrations.

### La Renaissance

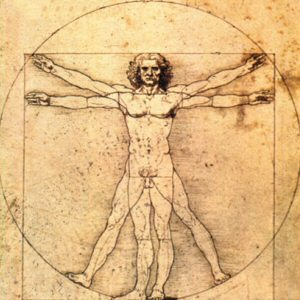
L'homme de Vitruve, dessin de Léonard de Vinci d'après le texte de Vitruve sur les proportions idéales de l'homme.

La Renaissance tire son nom de la renaissance de l'Antiquité, qui commence en Italie au XIVe siècle comme une recherche des vestiges romains et une relecture des textes antiques, traduits en langue moderne, notamment par Alberti. La beauté y est codifiée en art par des proportions mathématiques précises. On établit des proportions idéales pour le corps, comme pour le visage. L'humanisme fait de l'homme la mesure de toute chose, et les artistes le représentent plus volontiers, dénudé quand il s'agit de personnages mythologiques[réf. nécessaire].
Le peintre Sandro Botticelli avait défini pour sa peinture murale La naissance de Vénus que l'unité de longueur entre le téton et le nombril, entre les deux tétons, et entre le nombril et l'entrejambe devait être maintenue pour que le corps ainsi représenté soit, selon lui, idéalement proportionné[réf. nécessaire]. Léonard de Vinci, Michel-Ange, Jean Cousin le Jeune ont aussi écrit sur le canon.
Le renouveau gagne l'Europe du Nord où il prend des formes différentes. Les beautés de Cranach, pour être tout aussi idéales que les italiennes, n'en ont pas les proportions ni les lignes. Dürer présente neuf types corporels différents, et sa représentation de la beauté avec les proportions canoniques pourrait être quelque peu ironique[réf. nécessaire].
Entre les deux, Venise, principale puissance marchande du temps, présente une beauté plus exclusivement féminine et plus charnelle[réf. nécessaire].
Dans la littérature, Le Courtisan de Castiglione revient à la conception grecque. Le personnage de Pietro Bembo soutient que la beauté procède de Dieu, et que « les personnes laides pour la plupart sont méchantes et les belles sont bonnes ». Cette beauté consiste en l'harmonie des parties, « qui sont composées par bonnes proportions » pour les hommes comme pour les animaux ou bien les paysages.
À l'opposé, en France, on a, par les blasons, une idée du canon de la beauté féminine à la Renaissance partie par partie. Clément Marot commence avec le blason du beau tétin et le contre-blason du laid tétin. Des imitateurs suivent avec les autres parties du corps[réf. nécessaire].
Tous ces auteurs considèrent la beauté masculine comme moins importante, par rapport à des vertus viriles grâce auxquelles les hommes peuvent conquérir l'estime et l'amour de leurs contemporains. Or, l'amour transforme en beauté toutes les apparences[réf. nécessaire].

### L'époque classique
Le Sac de Rome (1527) et la Réforme protestante marquent un changement des représentations ; ces dernières se tournent vers l'expression pathétique, avec Michel-Ange et, dans le même temps, vers le réalisme avec le caravagisme. On trouve à cette époque la laideur intéressante. Dans le même temps, les académies et l'académisme promeuvent l'adhésion obligatoire aux proportions canoniques[réf. nécessaire].

### XVIIIesiècle
Sous l'Ancien Régime, les canons de beauté à la Cour étaient d'avoir un teint le plus blanc possible. D'où le recours, abusif parfois, à des fards à base de céruse, poudres de riz, mais aussi des mouches, faux grains de beauté faits de mousseline noire, collés sur le visage ou la poitrine, pour faire ressortir cette blancheur du teint[réf. nécessaire].
Le siècle des Lumières confond beaucoup de repères. Bien que le teint de lait soit toujours de rigueur, les femmes sont plus naturelles tant physiquement que dans leurs expressions. Finis les corsets de bois, place aux structures en tissu qui rentrent le ventre mais qui laissent tout de même deviner les courbes naturelles de celles qui les portent. On se maquille moins car le teint doit paraître le plus naturel possible. La femme n'est plus une beauté statique. Souvent, les illustrations de la reine Marie-Antoinette représentent le canon de la beauté de cette époque. Les perruques sont grises, car poudrées, le teint est de porcelaine et les lèvres sont roses. La femme est vivante, souriante. Elle aime profiter de la vie et de ses plaisirs : le théâtre, les repas abondants, les boudoirs avec d'autres dames[réf. nécessaire].

### XIXesiècle
Plus tard, les robes Empire (resserrées en dessous de la poitrine) d'une simplicité envoûtante et la plupart du temps blanches ou pastel, font leur apparition. Les corsets sont oubliés car ces robes ne resserraient plus la taille mais rehaussaient davantage la poitrine. Les perruques et les cheveux poudrés ne sont plus à la mode. Au contraire, les femmes adoptent des coupes savamment décoiffées souvent tenues par des bandeaux de tissu. Par ailleurs, on redécouvre la propreté et ses bienfaits[réf. nécessaire].
À cette époque, on joue sur le ténébreux. Les brunes sont à l'honneur et deux types de beauté priment : la belle fragile et la bourgeoise. On enlève tout maquillage et l'on montre la femme telle qu'elle est réellement. Certaines, pour se rendre fragiles et naturelles, accentuent leurs cernes grâce à de l'encre bleutée. Cette époque porte également aux nues la vertu de la féminité accomplie : bien en chair, brune et au corps laiteux. Cette représentation de la femme incarne la beauté dans un aspect lisse et voluptueux. Par ailleurs, les robes sont renforcées par des « faux-culs » et des corsets qui mettent la poitrine bien en avant. La Castiglione était considérée comme l'une des plus belles femmes de cette époque[réf. nécessaire].
La fin du siècle est marquée par une remise en question des canons esthétiques. Dans la peinture, les courants réalistes l'ont abandonné dès le milieu du siècle ; l'anthropologie étudie les proportions des êtres humains réels, et constate à quel point celles du canon s'en écartent. Le courant dominant préfère la peinture académique de la beauté idéalisée et adhère à un canon des proportions. Paul Richer en produit un qui prétend « réunir les commodités des canons artistiques à la précision des recherches artistiques ». Mais même les artistes académiques les plus stricts comme Gérôme conviennent que ce sont les déviations par rapport au canon qui font la beauté, et que l'uniformité qui résulterait de son application serait tout à fait opposée à l'art (Richer 1893, p. 9). Les anthropologues les plus attachés aux mesures font au contraire remarquer « qu'un dessinateur, même lorsqu'on lui impose des mesures exactes, peut à sa volonté, avec ces mesures, donner à la figure qu'il construit les aspects les plus différents ; autrement dit qu'un même canon peut être interprété diversement et laisse toujours du facultatif aux mains de l'artiste (Topinard 1889, p. 398) ».

### XXeetXXIesiècles
Dès la fin du XIXe siècle, l'idée de rapprocher les êtres humains d'un idéal de beauté par des moyens plus radicaux que la coiffure et la cosmétique se fait jour. Dès 1912 Sarah Bernhardt corrige les effets de l'âge par la chirurgie esthétique ; cette spécialité se développe après l'expérience acquise sur les gueules cassées de la première Guerre mondiale et propose de « rectifier » le visage, puis le corps.

#### La représentation de la femme fatale au cours duXXesiècle

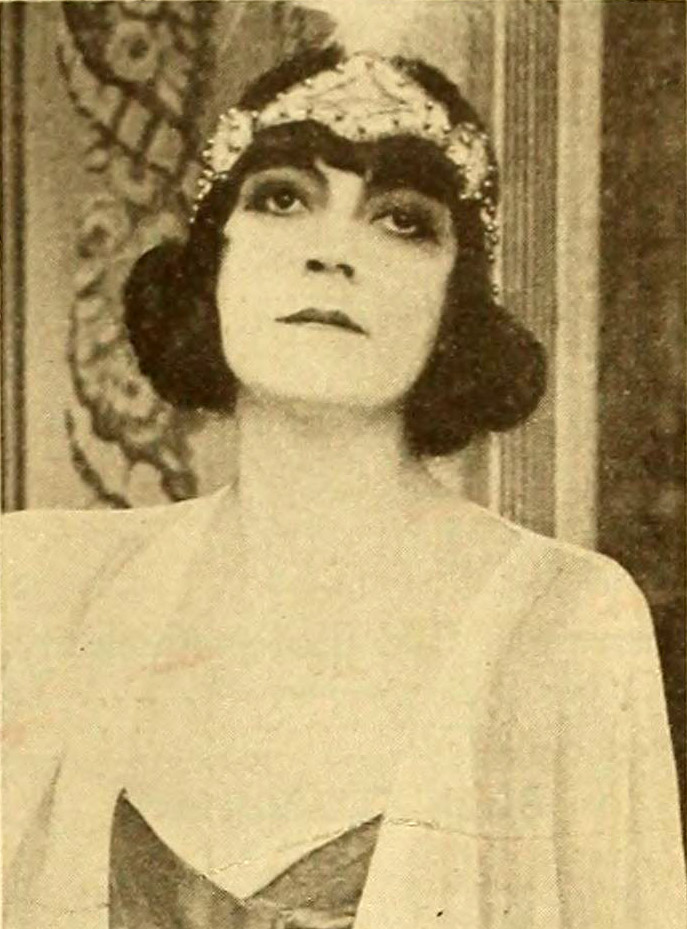
Asta Nielsen et la naissance des sex-symbol des années 1910 avec le cinéma muet CBpic Clara Boop.png
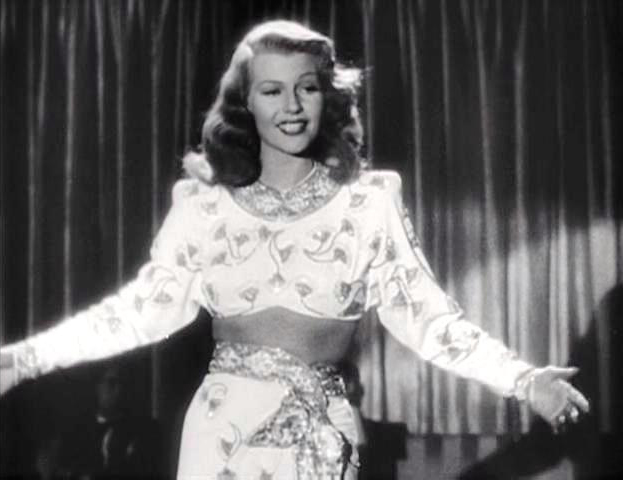
Rita Hayworth, sex-symbol des années 1940, et la fatale Gilda (1946)
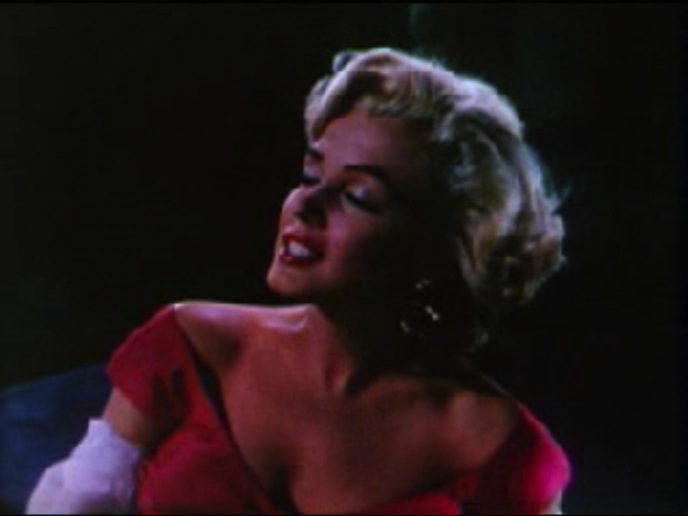
Marilyn Monroe s'est imposée comme un sex-symbol des années 1950
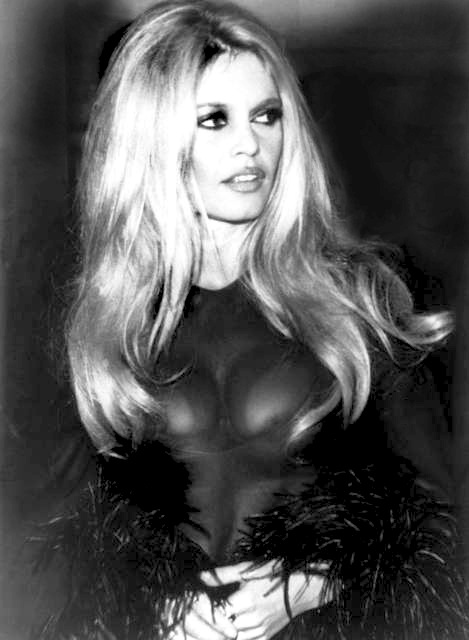
Brigitte Bardot fut l'un des sex-symbols des années 1960

Alors que l'art se détache de la figuration et que l'académisme tombe en discrédit, la mode impose de plus en plus de normes d'apparence, principalement aux femmes. Ces normes se manifestent aussi par des nombres. On mesure et on compare par exemple le rapport taille-hanche, le volume mammaire, et dans un sens plus hygiéniste, l'indice de masse corporelle[réf. nécessaire].
En matière artistique, les manuels présentent les proportions du corps humain comme des guides (afin d'éviter les erreurs de débutant) plus que comme des normes esthétiques.
La préférence du milieu de la mode pour des mannequins pathologiquement maigres fait polémique[réf. nécessaire].

#### 1900: Les belles dames élégantes
En 1900, on porte encore le corset. Cependant, on n'utilisait plus de « faux-cul » et la poitrine était de nouveau cachée. Les femmes portaient de longues robes délicatement plissées et des cols montants maintenus par des baleines en ferraille. Le tissu et le vêtement sont représentatifs de la beauté, elle se trouve renforcée par le fait que les femmes arborent des tissus raffinés. C'est pourquoi les robes étaient bien souvent garnies de dentelle, de perles, de boutonnières dorées ou encore de drapés splendides. On se coiffe tout en hauteur, car les épaules et le col maintenus bien droits par les baleines métalliques doivent se voir et témoigner d'une certaine élégance. À cette époque les femmes se tenaient très droites, à la manière des ballerines[réf. nécessaire]. La douceur et l'élégance priment, trop se maquiller est synonyme de vulgarité. Miss Sedley ou encore l'actrice anglaise Lillie Langtry peuvent être considérées comme des canons de l'époque[réf. nécessaire].

#### 1910: La belle avant-garde, La «Garçonne»
Les robes se simplifient, deviennent plus courtes, le tailleur est inventé, c'est un costume au féminin. Les femmes rattachent leurs cheveux sous des chapeaux, d'autres les coupent. L'activité des femmes commence à évoluer et pendant la grande guerre, Femme ne rime plus forcément avec délicatesse[réf. nécessaire]. Les munitionnettes portent la combinaison de travail masculine dans les usines, c'est le début de l'émancipation[réf. nécessaire].

#### 1920: Belle de jour et Charleston
Qui dit années 1920, dit charleston, robes à franges et coupes de cheveux courtes. Mais ce n'est que le début d'une véritable révolution. Les femmes veulent des vêtements pratiques et sans contrainte. La femme des années 1920 bouge, danse, fume et conduit vite. La garçonne est ici très à la mode car les femmes puisent leurs idées dans la garde-robe masculine et la déclinent au féminin : chandail élégant, cravate trompe-l'œil, porte-cigarette. Il faut être chic et choc et ainsi cultiver une certaine ambivalence. Coco Chanel fait ses débuts, elle refuse tous les codes classiques féminins, pas assez sobres, trop surchargés à son goût, elle porte le pantalon[réf. nécessaire].

#### 1930: Les congés payés
En 1936, les premiers congés payés voient le jour et avec eux les premières vacances. C'est le début du culte de la minceur ! On se dénude au bord de la mer et on se doit d'être belle. En plus d'être mince, on s'épile et on bronze. Le teint doré est des plus tendance. Les femmes deviennent sensuelles. Nous pouvons prendre, pour égérie des années 1930, la célèbre Marlene Dietrich. Cette dernière était bien évidemment mince et grande, ses cheveux étaient lissés jusqu'à mi-visage mais crantés dans les longueurs avec des bouclettes sur le front. Le blond platine fait aussi son apparition à cette époque. Le maquillage s'intensifie, les yeux et les lèvres se foncent. Mais à cette époque l'accessoire fait fureur : porte-cigarette, gant, chapeau, et même le béret[réf. nécessaire].

#### 1940: le début du glamour
En 1940, la mode de la femme-fatale est lancée. La longueur des cheveux revient mais de manière bien plus suggestive qu'au XIXe siècle. C'est la célèbre américaine Veronica Lake qui lance la mode de la somptueuse mèche qui passe devant l'un des yeux du visage pour se perdre dans une tignasse lissée sur le dessus et dévalant dans de grosses boucles dans la longueur. Cette coiffure mythique et ce look très glamour envahit la planète. Durant la Seconde Guerre mondiale, le gouvernement américain demanda à Veronica Lake, au nom de l'effort de guerre, de changer de coiffure afin que les dames travaillant dans les usines d'armement ne coincent pas leurs longues chevelures dans les chaînes de fabrication. Afin de donner un côté très glamour à la mode, Christian Dior met au jour des vestes sans épaulettes, des jupes plus courtes et resserrées à la taille qui mettent toujours en avant la poitrine[réf. nécessaire].

#### 1950: Deux égéries mythiques
Dans les années 1950, en Amérique, deux modèles prédominent. Le premier est celui d'Audrey Hepburn dont le côté juvénile plaît beaucoup aux femmes et aux hommes : franges de petite fille, jolie frimousse, ovale du visage très fin, yeux de biche et corps androgyne très mince[réf. nécessaire]. Le deuxième modèle est celui de Marilyn Monroe[réf. nécessaire].
En 1959, les Barbie propose un modèle de femme aux mensurations dites parfaites[réf. nécessaire]

#### 1960-1970: les années Hippies
Les années 1960 sont une décennie de revendication refusant les carcans dans lesquels la femme est enfermée. Le look New Age, dit « à la garçonne », se développe[réf. nécessaire].
Dans les années 1970, les femmes se maquillent très peu et préfèrent les couleurs vives et les fleurs simples comme la marguerite. Les cheveux sont à nouveau longs et plaqués[réf. nécessaire].
À la fin des années 1970, une nouvelle révolution est en marche : celle du disco et de la boucle. La permanente emporte un succès fou avec la comédie musicale Hair et la coupe afro. Farrah Fawcett est l'égérie des années 1970 au visage séraphin, à la ligne irréprochable et au look hyper tendance à cette époque[réf. nécessaire].

#### Monographies
- Nadeije Laneyrie-Dagen, L'invention du corps : la représentation de l'homme du Moyen Âge à la fin du XIXe siècle, Paris, Flammarion, 2006.
- Boris Vian, Et on tuera tous les affreux, Livre de poche, 1999 (1re éd. 1948).

#### Chapitres et articles
- Gerd Van Riel, « Beauté, proportion et vérité comme « vestibule » du bien dans le « Philèbe » », Revue philosophique de Louvain, vol. 97, no 2,‎ 1999, p. 253-267 (lire en ligne).

#### Ouvrages historiques
- « Canon », dans Dictionnaire de l'Académie des beaux-arts, t. 3, 1876 (lire en ligne), p. 41-53
- Ch.-P. Bellay, Proportions du corps humain : abrégé de l'ouvrage de Jean Cousin : avec adjonction des canons de proportions employés à différentes époques, Paris, 1890 (lire en ligne).
- Charles Blanc, « VII. Des proportions du corps humain », dans Grammaire des arts du dessin, 1908 (1re éd. 1867) (lire en ligne), p. 35-52.
- Paul Richer, Canon des proportions du corps humain, Paris, Delagrave, 1893 (lire en ligne)
- Paul Topinard, « Le canon des proportions du corps de l'homme européen », Revue d'anthropologie, Paris,‎ 15 juillet 1889, p. 392-403 (lire en ligne)

#### Artistes ayant produit descanonsde représentation
- Polyclète
- Vitruve
- Jean Cousin le Jeune
- Leon Battista Alberti
- Albrecht Dürer
- Léonard de Vinci
- Canon en architecture